# António Mascarenhas (gouverneur)
António Mascarenhas est le 14e gouverneur du Ceylan portugais.